# Вимислув (Казімерський повіт)
Вимислув (пол. Wymysłów) — село в Польщі, у гміні Казімежа-Велька Казімерського повіту Свентокшиського воєводства.
Населення — 56 осіб (2011).
У 1975-1998 роках село належало до Келецького воєводства.

## Демографія
Демографічна структура на день 31 березня 2011 року:
|          | Загалом | Допрацездатний вік | Працездатний вік | Постпрацездатний вік |
| -------- | ------- | ------------------ | ---------------- | -------------------- |
| Чоловіки | 28      | 1                  | 23               | 4                    |
| Жінки    | 28      | 3                  | 15               | 10                   |
| Разом    | 56      | 4                  | 38               | 14                   |